# 3 Bateria Motorowa Artylerii Przeciwlotniczej
Bateria Motorowa Artylerii Przeciwlotniczej Typ A Nr 3 – pododdział artylerii przeciwlotniczej Wojska Polskiego w II Rzeczypospolitej.
Bateria nie występowała w organizacji pokojowej wojska. Została zmobilizowana, zgodnie z planem mobilizacyjnym „W” 24 sierpnia 1939 roku przez 9 Dywizjon Artylerii Przeciwlotniczej w Trauguttowie dla 3 Dywizji Piechoty Legionów. W czasie mobilizacji i koncentracji wojsk skierowana została do obrony przeciwlotniczej mostu na Bugu w Siemiatyczach i do macierzystej dywizji już nie dołączyła.
Na początku września dwa plutony skierowane zostały Czeremchy z zadaniem dozorowania przeprawy. 11 września bateria razem z 905 plutonem artylerii przeciwlotniczej stoczyła dwugodzinną walkę z niemieckimi czołgami, a następnie wycofała się do Brześcia. W Brześciu do baterii dołączył por. rez. obs. Norbert Jezierski, dwa luźne działony 40 mm armat plot. oraz fabryczny pluton artylerii przeciwlotniczej „Ursus” z Warszawy pod dowództwem podchorążego rezerwy, z zapasem 400 naboi. 13 września ściągnięte zostały dwa plutony z Czeremchy. W dniach 14-16 września bateria wzięła udział w walkach, w obronie twierdzy brzeskiej. W nocy z 16 na 17 września bateria wraz z załogą twierdzy ewakuowała się do Terespola. Przed opuszczeniem twierdzy zniszczono wszystkie działa i ciągniki. Zabrano jedynie 11 samochodów. W Terespolu rozbity został 1 i 2 pluton. Pozostałość baterii skierowała się przez Kodeń, Żuki koło Sławatycz, Rejowiec, Wojsławice i Hrubieszów. Pod Mirczem bateria została rozbita przez niemieckie czołgi. Zestrzeliła w sumie 10 samolotów niemieckich, kilkakrotnie także pomagała w odparciu ataków czołgów, niszcząc trzy z nich.

## Obsada personalna baterii
- dowódca – kpt. Stanisław Małecki
- oficer zwiadowczy – ppor. Zbigniew Osiecki
- dowódca 1 plutonu – ppor. rez. Leopold Franciszek Zawistowski
- dowódca 2 plutonu – ppor. rez. Kazimierz Błażałek
- dowódca 3 plutonu – ppor. rez. inż. Władysław Seweryn Trzciński
- dowódca 4 plutonu – ppor. rez. mgr Olgierd Lenkiewicz
- szef baterii – ogn. Leon Snopek